# Khimki
Khimki (tiếng Nga: Химки) là một thành phố thuộc tỉnh Moskva. Thành phố có dân số 254,748 người (theo điều tra dân số Nga năm 2019). Đây là thành phố lớn thứ 78 của Nga theo dân số năm 2019.